# I-19
I-19 foi um submarino japonês, atuante na Segunda Guerra Mundial, que afundou um porta-aviões norte-americano em 1942 e foi afundado por um contratorpedeiro em 1943.
Após participar de missões noturnas de reconhecimento à Pearl Harbor no começo de 1942, como preparação para um ataque à base naval dos Estados Unidos que acabou não se concretizando, o I-19 foi enviado para patrulhas no Pacífico Sul.
Em 15 de setembro de 1942, como parte da frota japonesa que travava batalhas navais contra a força tarefa dos Aliados no mar das Ilhas Salomão, durante a Batalha de Guadalcanal, o I-19, comandando pelo tenente Takakazu Kinashi, avistou e atacou o porta-aviões USS Wasp, disparando uma salva de seis torpedos contra o navio. Três torpedos atingiram o Wasp, que afundou horas depois, e dois outros torpedos, que erraram o porta-aviões, acabaram atingiram um encouraçado e um contratorpedeiro norte-americanos que o escoltavam à distância, danificando o primeiro e afundando o segundo, numa das ações mais audazes e bafejadas pela sorte de toda a guerra.
Entre novembro de 1942 e fevereiro de 1943, o I-19 fez parte do chamado “Expresso de Tóquio” apoiando o transporte de homens e suprimentos nas primeiras fases da Batalha de Guadalcanal e depois a evacuação de tropas japonesas da ilha, feito por por uma flotilha de cruzadores e contratorpedeiro ao longo dos seis meses em que durou a batalha. 
De abril a setembro, o submarino ficou estacionado nas bases das ilhas Fiji, em missões de patrulha na região. Durante este período ele afundou dois cargueiros Aliados, sendo que, num deles, subiu à superfície e metralhou os sobreviventes do naufrágio que estavam em botes salva-vidas, matando um marinheiro. Em novembro de 1943, entretanto, o I-19 encontrou seu fim a 90 km a oeste das ilhas Makin, quando foi localizado na superfície pelo radar do contratorpedeiro USS Radford. Submergindo em fuga, foi atacado por cargas de profundidade e afundado com toda sua tripulação.